# Энокидо, Ёдзи
Ёдзи Энокидо (яп. 榎戸 洋司 Энокидо Ё:дзи, род. 27 сентября 1963, префектура Сига) — японский сценарист. Писал сценарии для таких аниме как Гостевой клуб лицея Оран, Юная революционерка Утэна, FLCL, Евангелион, RahXephon, Melody of Oblivion и Star Driver: Kagayaki no Takuto.
Его цикл рассказов по аниме FLCL был выпущен в США в трёх томах в 2008—2009 году.
Являлся участником творческой группы Be-Papas, которую создал Кунихико Икухара.